# Severino Barros de Lis
Severino Barros de Lis   (Cotobade, 1887 - Madrid, 9 de maig de 1939) fou un advocat i polític gallec. Treballà com a secretari de Sala del Tribunal Suprem d'Espanya, i fou elegit diputat per la província de Pontevedra dins les llistes de la CEDA a les eleccions generals espanyoles de 1933 i 1936. Després de la guerra civil espanyola va mantenir contacte amb grups demòcrata-cristians i monàrquics i el 1956 fundaria la Unió Demócrata Cristiana, que el 1957 s'uniria a la Izquierda Demócratacristiana de Manuel Giménez Fernández.